# LUKS
Pour les articles homonymes, voir Luks.
LUKS, pour Linux Unified Key Setup, est le standard associé au noyau Linux pour le chiffrement de disque créé par Clemens Fruhwirth.

## Fonctionnalités
LUKS permet de chiffrer l'intégralité d'un disque de telle sorte que celui-ci soit utilisable sur d'autres plates-formes et distributions de Linux (voire d'autres systèmes d'exploitation). Il supporte des mots de passe multiples, afin que plusieurs utilisateurs soient en mesure de déchiffrer le même volume sans partager leur mot de passe.

## Implémentations
Sous Linux, l'implémentation de référence de LUKS est celle de cryptsetup, utilisant dm-crypt pour le chiffrement des volumes. Il existe un port spécifique pour le système d'exploitation mobile Android.
Sous Windows, le logiciel DoxBox, issu de FreeOTFE, implémente le standard LUKS.
En septembre 2013, Phoronix a publié un comparatif des performances de LUKS et eCryptfs en utilisant Ubuntu 13.10. Ils ont obtenu de meilleures performances en chiffrant le disque entier sous LUKS au lieu de ne chiffrer que le dossier /home sous eCryptfs.